# Res Publica
Res Publica – polskie pismo kulturalno-polityczne, wydawane w latach 1979–1981 w II obiegu, w latach 1987–1992 w obiegu oficjalnym, następnie przekształcone w „Res Publica Nowa”.

## Historia

### 1979–1981
Pomysł pisma pojawił się w kręgu seminarium historii idei prowadzonego przez Jerzego Jedlickiego, a jego inicjatorami – Marcin Król i Wojciech Karpiński. Poza wskazaną dwójką członkami pierwszej redakcji byli - Wiktor Dłuski, Paweł Śpiewak, Damian Kalbarczyk, Tomasz Łubieński, Paweł Kłoczowski i Barbara Toruńczyk (ta ostatnia od drugiego numeru). 
Początkowo wydawane poza cenzurą. W założeniu miało być kwartalnikiem, ale rytmu tego nie udało się zachować. Pierwszy numer ukazał się w 1979, zawierał m.in. artykuły Stefana Kisielewskiego Czy geopolityka straciła znaczenie i Pawła Śpiewaka Warszawska szkoła historii idei. Formułowało program realizmu politycznego, postulowało rewizję tradycji romantycznej, starało się unikać ostrej retoryki antykomunistycznej, podkreślało związki z Europą, jako „naszą większą ojczyzną”. Poza Kisielewskim autorzy publikowali w nim pod pseudonimami. Kwalifikowane jako konserwatywno-liberalne, przez samych twórców określane hasłem „ani socjalizm, ani nacjonalizm”. W 1981 jego redakcja podjęła próbę legalnego wydawania pisma, ale starania te przerwał stan wojenny. Do końca 1981 ukazało się 8 numerów, 9 pozostał w przygotowaniu.

### 1987–1992
W latach 80. członkowie redakcji uczestniczyli w działalności nieoficjalnej, Marcin Król i Damian Kalbarczyk brali udział spotkaniach Klubu Myśli Politycznej „Dziekania”, oraz uczestniczyli w aktywności tzw. Grupy Publicystów Politycznych, która sformułowała koncepcję „nowej umowy społecznej”, której założeniem była budowa społeczeństwa obywatelskiego w sferze gospodarki, nauki i kultury. Wojciech Karpiński i Barbara Toruńczyk znaleźli się na emigracji. W 1987 Marcin Król podjął rozmowy z władzami odnośnie do legalnego wznowienia pisma, zakończone powodzeniem, jednak kontestowane przez część środowisk opozycyjnych. Od 1987 ukazywało się jako miesięcznik, w wynegocjowanym nakładzie 25 tys. egzemplarzy. członkami redakcji byli Marcin Król (redaktor naczelny), Wiktor Dłuski, Paweł Śpiewak, Damian Kalbarczyk, Tomasz Łubieński, Paweł Kłoczowski, Barbara Łopieńska, Marek Zaleski, Jan Zieliński, Jacek Kurczewski, Tomasz Jastrun, Ireneusz Białecki, Małgorzata Dziewulska. Do 1992 wydano 49 numerów, w tym jeden specjalny (nr 7) zawierający Felietony pod choinkę Stefana Kisielewskiego. Pismo formułowało program społecznego aktywizmu, wskazując na upodmiotowienie społeczeństwa pomimo trwania systemu komunistycznego, starało się aktywnie uczestniczyć we współczesnych debatach politycznych i filozoficznych. W marcu 1992 przestało się ukazywać z powodu kłopotów finansowych, wznowione zostało w październiku 1992 jako „Res Publica Nowa”.